# Congreso Cisplatino
El Congreso Cisplatino fue una asamblea de habitantes de la entonces Provincia Cisplatina celebrada entre el 15 y el 31 de julio de 1821, que convalidó la ocupación de la misma por el Reino Unido de Portugal, Brasil y Algarve y la declaró parte del mismo.

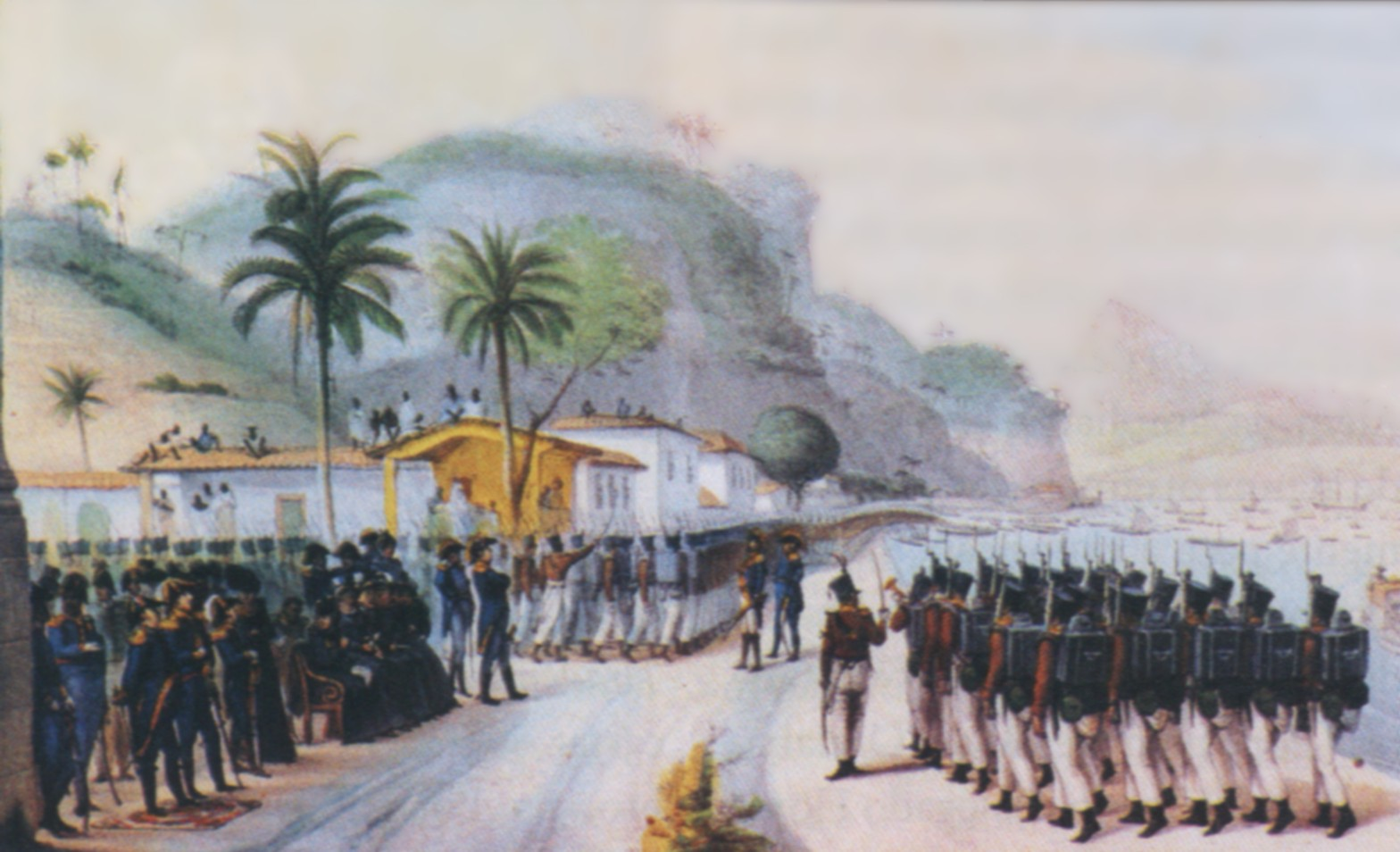
Embarque de la infantería portuguesa en Río de Janeiro el 7 de junio de 1816.

## Antecedentes
En agosto de 1816 un poderoso ejército del Reino Unido de Portugal, Brasil y Algarve invadió la Provincia Oriental por mar y tierra, en conocimiento de que el gobierno de las Provincias Unidas del Río de la Plata tenía prácticamente la totalidad de sus recursos dedicados a afrontar las acometidas realistas procedentes del Alto Perú e, incluso, del reocupado Chile.
El 4 de enero de 1817 Lecor tomó la ciudad de Maldonado, tomando contacto con la escuadra portuguesa del Conde de Vianna, acordando las operaciones para la toma de Montevideo y estableciendo su cuartel general de operaciones en Pan de Azúcar. Producidas las derrotas de las fuerzas artiguistas en el Este y la subsiguiente victoria de los luso-brasileños sobre los orientales en el Norte de la Banda Oriental, José Artigas resolvió retirar sus tropas de Montevideo. El camino se había abierto para Lecor, que intimaría la rendición de la plaza.
El Gobernador Miguel Barreiro y el Regidor Joaquín Suárez, que ejercían el Gobierno de Montevideo abandonan la ciudad, marchando con sus fuerzas y numerosas familias leales al artiguismo hacia el río Santa Lucía. La precipitación de la retirada impidió cumplir con las disposiciones de Artigas sobre la destrucción de las murallas y fortificaciones de Montevideo. El 5 de enero de 1817 Artigas escribió a Barreiro: 

"Acaban de llegar unos dispersos de nuestro ejército, asegurándome la pérdida de éste. Por consecuencia es preciso que oficie V. a don Frutos  y a Otorgués, para que se replieguen al Río Negro, y V, salga también con toda la guarnición de esta plaza, debiendo estarse al primer plan de defensa, echando por tierra los muros".

Celebró sesión en minoría el Cabildo, manifestando el síndico procurador Jerónimo Pío Bianqui, “que debían tomarse algunas medidas, después del abandono de la plaza hecho por la fuerza armada que oprimía al vecindario”, y que ahora “libres de aquella opresión, los capitulares se hallaban en el caso de declarar y demostrar públicamente, si la violencia había sido el motivo de tolerar y obedecer a Artigas”. Los concurrentes compartieron sus conceptos, declarando que “atento haber desaparecido el tiempo en que la representación del Cabildo estaba ultrajada, sus votos desarmada deponía: vejados aun de las misma soldadesca y precisados a dar algunos pasos, que en otras circunstancias hubieran excusado, debían desplegar los verdaderos sentimientos que estaban animados, pidiendo y admitiendo la protección de las armas de Su Majestad Fidelísima que marchaban hacia la plaza”.
Fueron entonces comisionados ante Lecor y ante el conde de Vianna, el alguacil mayor, Agustín Estrada, el cura vicario, Dámaso Antonio Larrañaga, el síndico Bianqui y el caracterizado vecino Francisco Javier de Viana, para ofrecer la entrega de la ciudad, bajo la garantía de respetar los derechos legítimos de la población. El general en jefe portugués contestó en el día, remitiéndole a su proclama promulgada al comienzo de la invasión, donde se había declarado que el “Ejército Pacificador” se movía contra Artigas y sus secuaces y no contra los honrados habitantes de la Banda Oriental; concediendo la permanencia del Cuerpo capitular y el mantenimiento en sus empleos de todos los oficiales que se le presentaran al entrar en la plaza, y lisonjeándose, por último, de que el soberano portugués conservaría a los orientales todos sus fueros, privilegios y exenciones, con más “las franquicias comerciales desde luego entrarían a gozar en común con los demás pueblos del Brasil”.
Al día siguiente, 20 de enero, Lecor hizo su entrada en la ciudad. Al hacerle entrega de las llaves, de la ciudad de Montevideo, dijo Bianqui: 

“El Eximo. Cabildo de esta ciudad, por medio de su Sindico Procurador General, hace entrega de las llaves de esta plaza a Su Majestad Fidelísima – que Dios guarde- depositándolas con satisfacción y placer en manos de V.E.; suplicándole sumisamente tenga la bondad de hacerle el gusto, de que en cualquier caso o evento que se vea en la necesidad de evacuarla, no las entregue a ninguna otra autoridad ni potencia, que no sea el mismo Cabildo de quien las recibe, como autoridad representativa de Montevideo y de toda la Provincia Oriental , cuyos derechos ha reasumido por las circunstancias.”

Contestó Lecor de conformidad, manifestando que lo haría presente a Su Majestad Fidelísima 
Juan VI de Portugal, tomó posesión efectiva de la plaza y mando izar la bandera de Portugal en todos los edificios públicos, en medio de salvas y repiques de campanas, mientras a su paso rivalizaban las señoras de las familias de “gente principal” en el aplauso y el arrojar de ramilletes de flores. Poco después abría el puerto al comercio libre, que pronto vio disputarse lugar en los muelles y en la rada, a los navíos mercantes de la Gran Bretaña que esperaban impacientes en el Río de la Plata, la codiciada plaza. Este tratado de libre comercio, neutralizó el control que pretendía imponer Buenos Aires sobre el comercio de las Provincias de la Liga Federal, abriendo los ríos interiores al comercio británico aliado histórico de los lusitanos y brasileños.
No habría de sentirse, sin embargo, muy seguro el Jefe portugués en la recién conquistada ciudad, cuando le fue necesario dictar, el 15 de febrero, un enérgico Bando, por el cual se calificaba a las partidas de orientales  como “salteadores y perturbadores del sosiego publico, cuyos bienes serían quemados y sus familias hechas prisioneras, a bordo de los buques de guerra surtos en la bahía de Montevideo”.

## El Congreso
Si bien la provincia había sido ocupada militarmente y las llaves de su capital entregadas al ocupante por representantes locales, la situación formal de la misma no se encontraba regularizada. El gobierno del rey Juan VI de Portugal, de corte modernizador, ordenó que se consultara a los habitantes de la provincia sobre qué destino deseaban para su patria: "si se unen de una vez cordial y francamente al reino del Brasil; si prefieren incorporarse a alguna de las otras Provincias; o, finalmente, se constituye en Estado independiente". El gobernador lusobrasileño Carlos Federico Lecor recibió instrucciones del Ministro de Negocios Extranjeros de Portugal, Silvestre Pinheiro Ferreira, de convocar a un Congreso de lugareños para decidir su destino. Decía Pinheiro Ferreira: 

“No se diga: los pueblos de la Banda Oriental quieren que su clero, sus magistrados, sus bienes, su comercio, su industria, y su seguridad y policía sean de ahora en adelante dirigidos no ya por sus antiguas leyes, sino por las leyes vigentes en el Brasil”.

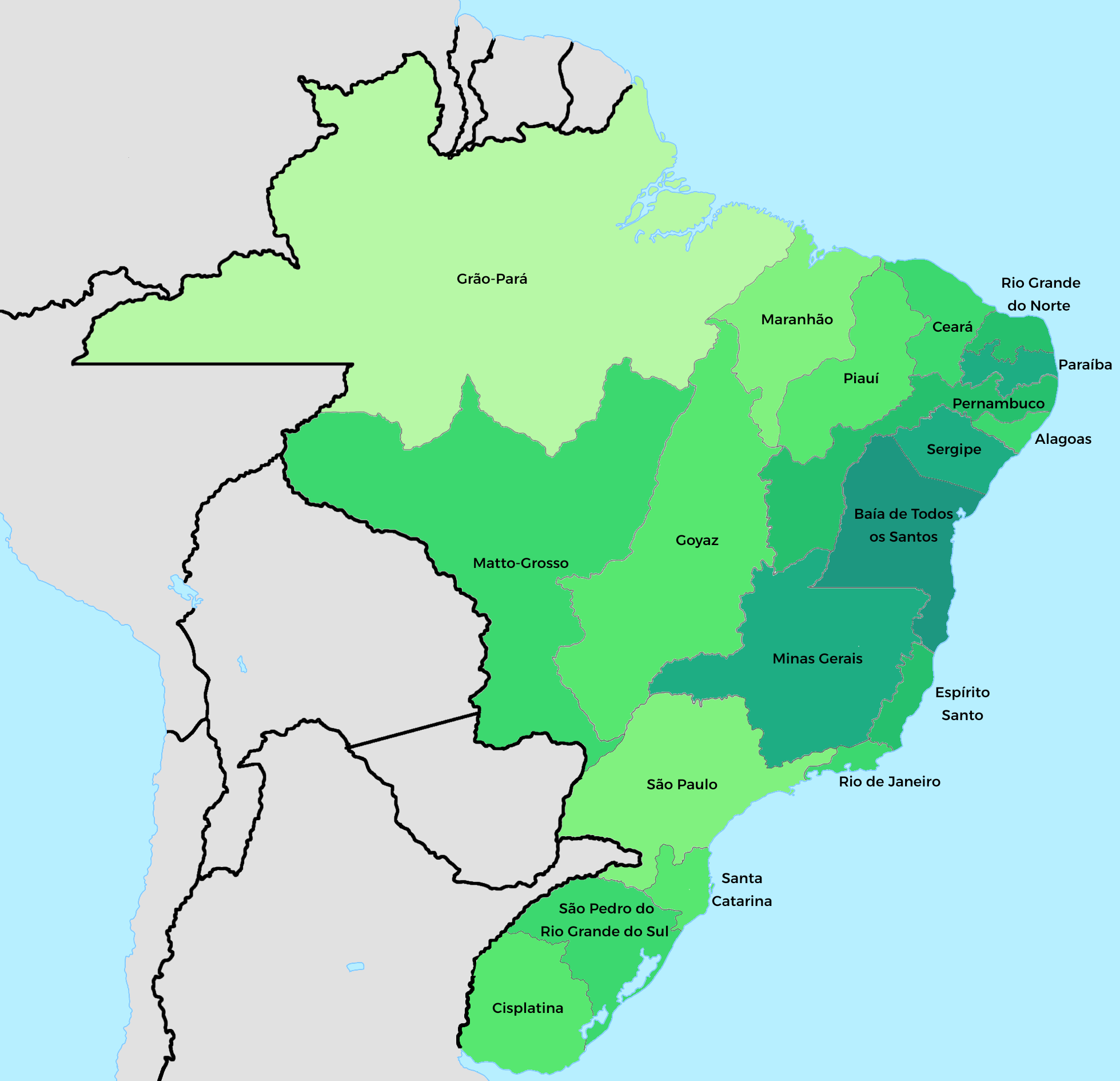
El Imperio del Brasil hacia 1822, con la Provincia Cisplatina.

Lecor manipuló la situación de manera tal que los congresistas le fueran adictos y obtener así un pronunciamiento favorable a la incorporación a Portugal. Lecor se había rodeado de un grupo de orientales (el llamado Club del Barón), que pronto olvidaron los ideales artiguistas para convertirse en fieles servidores de la Corona portuguesa.
En la mañana del 15 de julio en el edificio del Cabildo quedó formalmente instalado el congreso con 16 miembros. Lo presidía Juan José Durán, siendo su vicepresidente Dámaso Antonio Larrañaga y su secretario Francisco Llambí. Otras connotadas figuras del patriciado que participaron fueron Fructuoso Rivera, Tomás García de Zúñiga, Jerónimo Pío Bianqui, Loreto de Gomensoro, Alejandro Chucarro, José Vicente Gallegos, Manuel Lago, Luis Pérez, Mateo Visillac Ferrer, José de Alagón, Gerónimo Romualdo Ximeno, Manuel Antonio Sylba y Salvador García.
De las tres fórmulas puestas a su consideración el Congreso consideró en primer término la independencia, para desecharla por impracticable o inconveniente en la situación en que se hallaba entonces la Provincia; de allí que por descarte se inclinara a su incorporación a Portugal, más bien por un motivo circunstancial que por razones permanentes de índole histórico-políticas.
Las palabras de Larrañaga dan la tónica cabal de este sentimiento: 

“El dulce nombre de la Patria debe enternecernos; pero el patriota no es aquel que invoca su nombre sino el que aspira a librarla de los males que la amenazan. Hemos visto invocado este sagrado nombre por diferentes facciones que han destruido y aniquilado al país; después de diez años de revolución estamos muy distantes del punto céntrico de que hemos salido. A nosotros nos toca ahora conservar los restos de ese aniquilamiento casi general; si lo consiguiésemos, seremos unos verdaderos patriotas”.

 Larrañaga también expresó: 

Nuestro deber nos llama a consultar los intereses públicos de la Provincia, y sólo esta consideración debe guiarnos; porque en los extremos, la salud de la Patria es la única y más poderosa ley de nuestras operaciones. Alejemos la guerra, disfrutemos de la paz y tranquilidad, que es el único sendero que debe conducirnos al bien público.

Ideas análogas profesaba también Rivera, quien no entendía viable circunstancialmente la “independencia absoluta”, sino una “independencia relativa”.
Jerónimo Pío Bianqui expresó que 

hacer de esta Provincia un Estado es una cosa que parece imposible en lo político por falta de medios para sostener su independencia y gobernarse en orden y sosiego; por consiguiente, debía formar parte de otro Estado. Descartados Buenos Aires, el Entre Ríos y España por diversas razones, no queda otro recurso que la incorporación a la monarquía portuguesa bajo una Constitución liberal, lo que libraría a la Provincia de la anarquía.

 Francisco Llambí utilizó aproximadamente los mismos conceptos, agregando que “de hecho la Provincia se hallaba en poder de las tropas portuguesas sin que hubiera modo de evitarlo”.
El 18 de julio el Congreso votó por unanimidad la incorporación a Portugal. El 28 de julio el Congreso confirió a los diputados Rivera y Bianqui la distinción de llevar las actas de incorporación al máximo jerarca de la ocupación, Lecor. El 30 de julio ambos mensajeros se presentaron al Congreso expresando que habían entregado el pliego.
Finalmente, a propuesta de Larrañaga, el 31 de julio se aprobaron las bases del “pacto de incorporación” al reino unido de Portugal, Brasil y Algarve, bajo los siguientes términos:
- Mantenimiento de la Provincia como un estado distinto de los demás del Reino Unido.
- Se llamaría Provincia Cisplatina Oriental.
- Fijación de límites.
- Respeto a las leyes particulares.
- Mantenimiento de las costumbres, derechos y privilegios.
- Independencia de las autoridades civiles de las militares.
- Exención de trabas al comercio, industria y agricultura.
- Garantía contra las levas y contribuciones extraordinarias.
- Mantenimiento en el mando del Barón de la Laguna.
- Consulta a las autoridades locales para toda reforma fiscal.
- Autonomía eclesiástica.
- Limitación del alojamiento de las tropas por los vecinos.
- Designación de un síndico procurador.

Los límites que se fijaron fueron: por el Este, el Océano Atlántico; por el Sur, el Río de la Plata; por el Oeste, el Río Uruguay; y por el Norte el río Cuareim hasta la Cuchilla de Santa Ana. En ese acto, territorios tradicionalmente pertenecientes a la Banda Oriental, como las Misiones Orientales, fueron anexados a la jurisdicción del Estado de Río Grande del Sur.
Varios de los participantes del Congreso Cisplatino ocuparon cargos de gobierno o fueron condecorados con títulos nobiliarios. Juan José Durán fue condecorado con el hábito y la Gran Cruz de Comendador de la Orden de Cristo, ambos pertenecientes al Reino Unido de Portugal, Brasil y Algarve. Fue vicepresidente de la Sociedad Lancasteriana de Montevideo (presidida por Lecor) y luego gobernador de Montevideo durante la dominación brasileña. El Imperio del Brasil le otorgó el título de Conde del Cordobés. García de Zúñiga, por su parte, fue designado síndico procurador de la Provincia e integró la Cámara de Apelaciones y, por estos servicios, fue galardonado con el título de Barón de la Calera. El 3 de abril de 1825 Pedro I de Brasil le otorgó el título de Barón de Tacuarembó a Rivera, aunque ya en ese fecha éste se había pasado las filas anti ocupación.